# Bahuchara Mata
Bahuchara Mata (hindi : बहुचरा माता ; gujarati : બહુચર માતા) est une déesse hindoue de la chasteté et de la fertilité, et une incarnation de la grande déesse (Hinglaj Mata). Elle accorde ses faveurs, notamment aux enfants mâles, et guérit les maladies. Comme d'autres divinités du Gujarat et du Rajasthan, Bahuchara est d'origine Charana. Elle est également considérée comme la patronne de la communauté non binaire des hijra. Son temple principal est situé dans la ville de Bécharaji, dans le district de Mehsana, dans le Gujarat.
Son culte a longtemps été l'apanage de non-brahmane mais la population locale en a perdu le contrôle à la fin du xixe siècle.

## Histoire et légendes
Bahuchara est née dans le clan Detha, dans le village d'Ujala (Ujlan), dans l'actuel district de Jaisalmer. Son père est Bapaldan Detha de Kharoda (Umerkot) tandis que sa mère Deval était originaire d'Ujlan. Selon Gadhavi Samarthdan Mahiya, elle a vécu vers 1309 et avait sept soeurs. Sa mère Deval est elle-même considérée comme la déesse tutélaire de deux clans les Detha Charanas et les Rajputs Sodha (en),.
Son père Bapaldan est un poète renommé qui a obtenu un fief à dans la région de Saurashtra. Après le décès de Deval à Kharoda, il envoya ses serviteurs chercher Bahuchara, et deux de ses sœurs. En chemin, la caravane des jeunes filles est attaquée par Bapiya, un bandit kulî. Pour ne pas tomber aux mains des brigands, Bahuchara et ses sœurs préfèrent se suicider en se mutilant :  une pratique Chāraṇa connue sous le nom de trāgā, et lancent une malédiction sur leur assaillant en lui promettant qu'il perdra sa virilité et deviendra eunuque. Le bandit supplie les jeunes filles de lui pardonner : jamais il n'a attaqué de Brahman ou Chāraṇ. Et il a attaqué le convoi des jeunes filles sans savoir de qui il s'agissait ,. Hélas pour lui la malédiction lancée par Bahuchara et ses sœurs est bien trop puissante pour être arrêtée.
Faisant preuve de miséricorde, Bahuchara lui ordonne de lui construire un sanctuaire et de l'adorer à cet endroit, et proclame que tout « homme naturellement emasculé » portant des vêtements de femme qui l'adorerait, obtiendrait ses bénédictions et trouverait une place dans sa demeure après la mort,,. Le bandit Bapiya a construit le sanctuaire sous un arbre. Dès lors, Bahuchara est vénérée dans la ville aujourd'hui connue sous le nom de Becharaji. Elle prend le nom de Bhavani à Arnej, dans le district d'Ahmedabad où un autre temple attire des pèlerins et de Balal Devi, dans le District de Bhavnagar,.

## Le fonctionnement du temple
Les responsabilités rituelles au sanctuaire étaient réparties entre trois groupes, à savoir les propriétaires fonciers, les Rajputs Solankî du village voisin de Kalri, un groupe musulman appelé Kamalias et les hijras (eunuques) ou Paviyas . Une partie des fonds du temple était distribuée à ces trois types de serviteurs traditionnels du temple. Historiquement, un Rajput officiait sur les rituels du temple, après quoi, en 1859, Sayajirao Gaekwad de Baroda nomment pour la première fois un brahmane, en remplacement des officiants Rajput. Les principaux adeptes de la déesse sont traditionnellement les Rajputs, les Kulîs, les Charanas, les Bhîls et les Hijras. Bahuchara était aussi la divinité protectrice des dirigeants Solankî. Historiquement, des sacrifices d'animaux étaient effectués une fois l'an au sanctuaire.

### Les Solanki
Une pièce de théâtre traditionnelle (bhavai (en)) du xviie siècle, le Becharaji vesha raconte la façon dont la déesse est devenue la protectrice des Solanki. L'histoire implique Solanki, roi de Kalri et Cavada, roi de Patan, qui sont des amis proches et qui envisagent de marier leurs enfants, mais tous deux finissent par avoir des filles. La fille du roi Kalri s'est arrêtée près d'un étang puis a pris un bain et, avec la bénédiction de la déesse Bahuchara, elle s'est transformée en homme et a pu remplir ses devoirs conjugaux. Cette métamorphose a sauvé les Solankis de l'humiliation qui sont devenus de fidèles dévots du sanctuaire.

### Les Kamaliya
Les Kamalias, habillés en partie en femmes et participant en partie aux rituels de la vie musulmane, sont essentielles au service de la déesse. Ils sont les musiciens et de serviteurs de la déesse. Ce groupe revendique son rôle de gardien de la Déesse-Mère dans un temple. Ils étaient autrefois des ascètes et occupaient le poste de trésorier et de gérant du temple. Ce système appelé ijara a perduré jusqu’en 1954, date à laquelle il a été aboli. Les Kamāliyas visitent plusieurs villages une fois par an, dont ils reçoivent une partie de la récolte.

### Les Pavie (ou Hijras)
Paviya est le mot gujarati pour Hijras. Le récit de Bahucharā Mātā explique la genèse de Bahucharā Mātā et la dévotion des hijras à cette déesse. Devenir hijra serait une conséquence de la malédiction de la Déesse. Les candidats au statut de hijras se présentent souvent au temple et sont acceptés après des discussions avec des anciens de la communauté. Les hijras portent des tenues spéciales et sont toujours présents dans l'enceinte du temple. Bien qu'ils ne soient pas officiellement reconnus comme prêtres les Hijras jouent un rôle important dans la transmission de la bénédiction ou āśīrvād de la Déesse.

### Changements dans la règle de gestion au XIXesiècle
En 1721, un général marathe du nom de Pilajirao Gaekwad conquiert l'Est du Gujarat, y compris Baroda. L'un de ses successeurs, Manaji Rao Gaekwad (en) construit un temple à Bahuchara, dans les années 1770, après avoir été guéri par la déesse. Par la suite, les Gaekwads se sont étroitement impliqués dans l’administration du site. En 1859, le maharadjah régnant, nomme un brahmane venu du Sud de l'Inde, Narayanarao Madhav, pour diriger les rituels du temple à la place d'un Rajput. C'est la première fois que des brahmanes dirigent le rituel du sanctuaire.

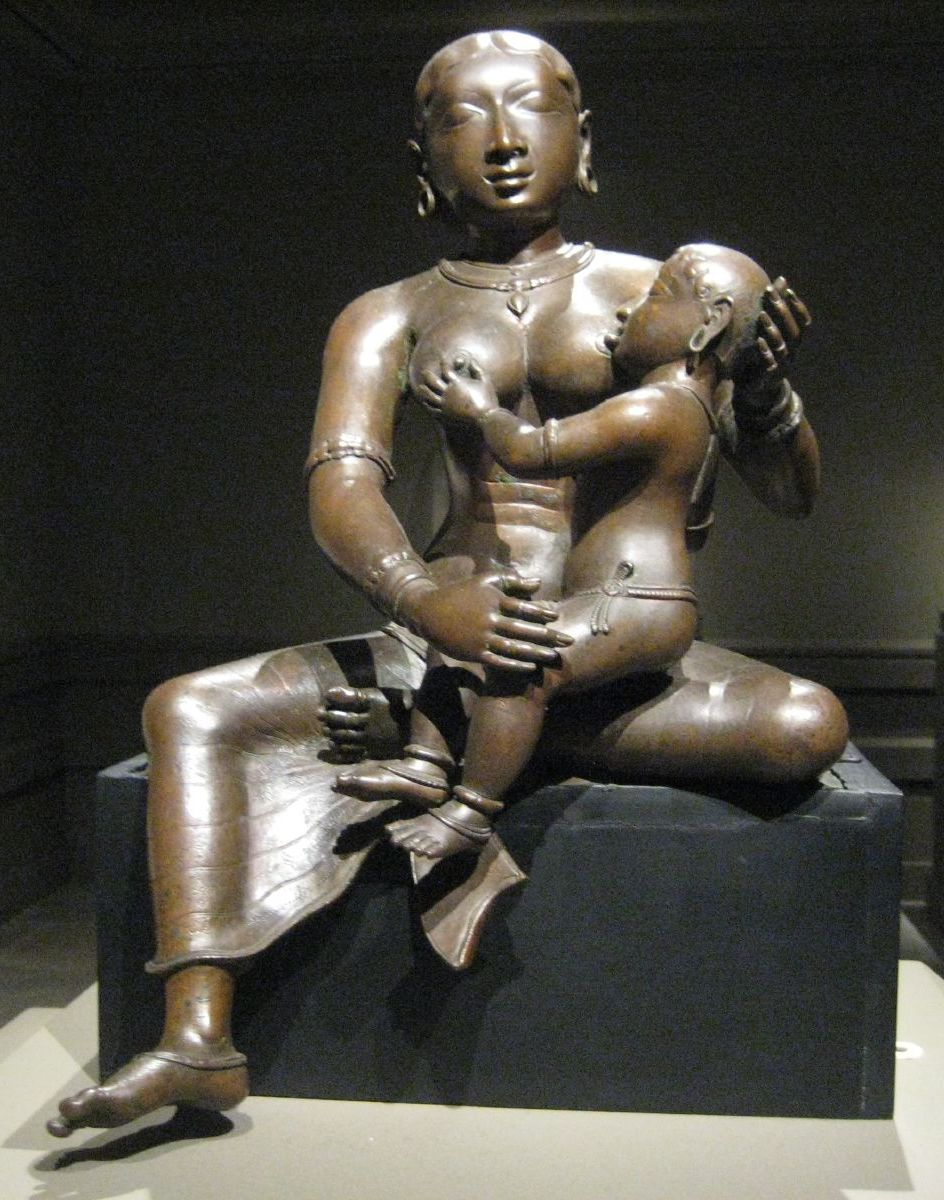
Yashoda, la mère adoptive de Vishnu, est aussi l'ancêtre des Bharwad.

Alors que les principaux adorateurs de la déesse sont issus des groupes non brahmanes, la littérature utilisée par le temple à l'époque moderne est, pour sa part, principalement écrite par des brahmanes. Ces récits s'écartent des traditions historiques des sanctuaires. L'un de ces auteurs a écrit une histoire de Bahuchara en 1919, tentant d'associer la déesse à l'histoire de Krishna, citant un verset du Bhagavata Purana pour suggérer que la déesse serait Yogamaya l'enfant né de Yashoda (en) qui a été échangée contre Krishna. Il  affirme aussi que la mention de la déesse peut être trouvée dans d'autres textes tels que le Devi Bhagavata et les Veda. Il prétend aussi que le premier sanctuaire sur le site a été construit par des éleveurs locaux :
Là où se trouve aujourd'hui le temple de Bahuchara se trouvait autrefois une jungle dans laquelle vivait un mahant (mendiant religieux ou prêtre). Les vachers Bharwad (en) et Rabario y faisaient paître leur bétail. Ils venaient voir le mahant pour fumer avec lui et chanter des chansons louant la déesse. Ils construisirent un petit temple en brique.
Le récit traditionnel de Bahucharā Mātā qui explique la dévotion des hijras à son égard reste cependant bien connu parmi les autres habitants, même si pas parmi les administrateurs du temple et les prêtres officiels qui ne sont pas d'origine rajput ou charan, elles n'ont pas cours[pas clair]. Ceux-ci évitent généralement de se mêler aux habitants locaux, qui ont perdu leur autorité séculaire sur le sanctuaire.

## Représentation et symboles
Bahuchara Mata est représentée comme une femme à quatre bras qui porte une épée en bas à gauche, un texte d'écritures en haut à gauche, l'abhayamudra (« pluie de bénédictions ») en bas à droite et un trident en haut à droite. Elle est assise sur un coq, symbole de l'innocence. Cette iconographie symbolise un équilibre entre la violence (épée), les trinités de création (trishula), la connaissance (écriture Shri) et la bénédiction dans la mythologie de Bahuchara Mata. L'épée représente son sacrifice initial, le trishul représente l'équilibre des principes de la création et les Écritures renforcent sa légitimité dans la caste Charana.

## Le temple

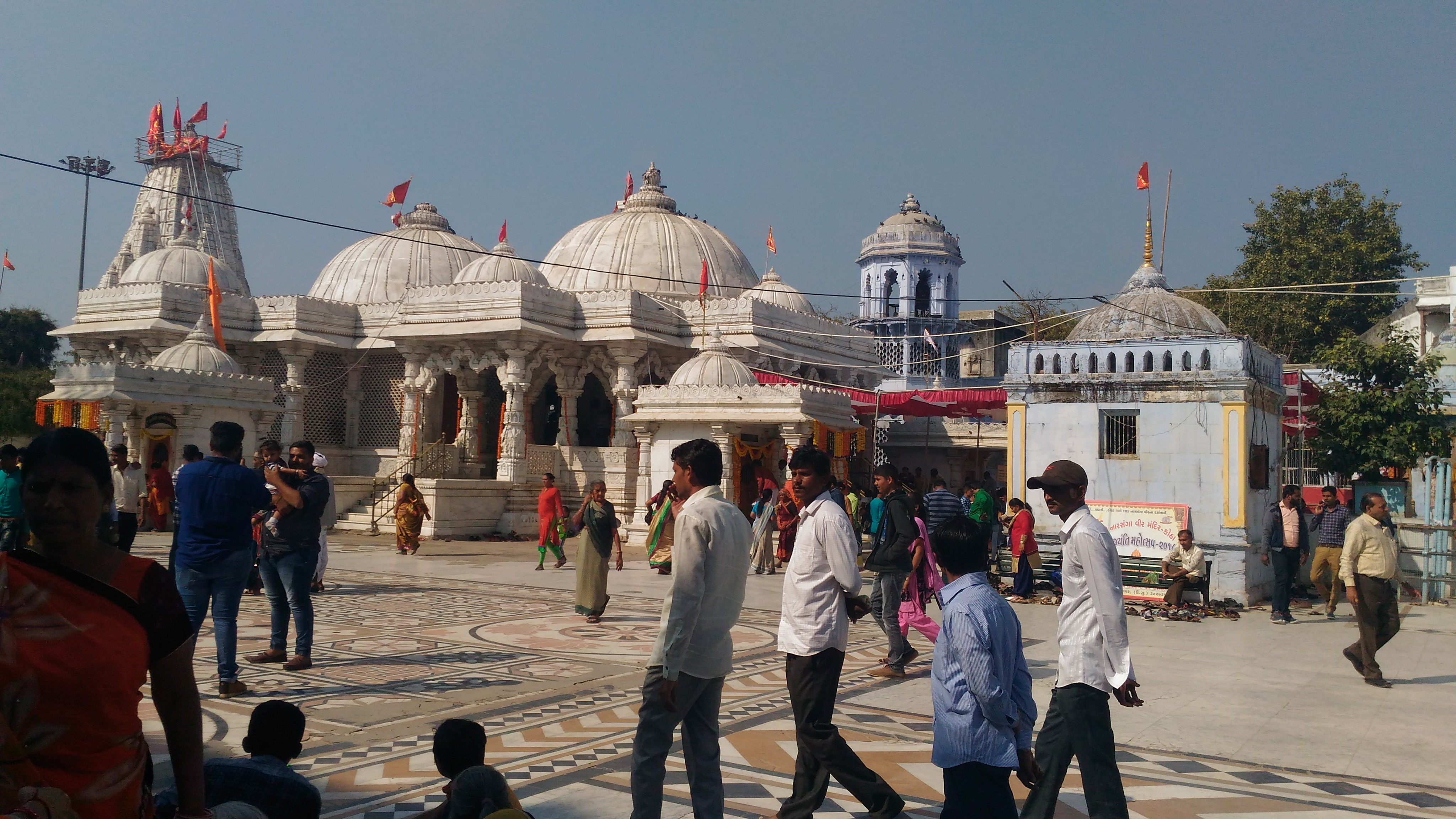
Temple principal Bahuchara Mata dans le district de Mehsana

Le temple principal est situé dans la ville de  Bécharaji, dans le Gujarat. Il est situé à 82 km d'Ahmedabad et 35 km de Mahesana. Selon le Bombay Gazetteer, le sanctuaire d'origine a été construit par un roi appelé Sankhal Raj en 1152 et la première mention du sanctuaire est une inscription datant de 1280. Aucun changement majeur n'a été apporté à l'architecture du temple jusqu'au XVIIIe siècle.
Il y a trois sanctuaires de la déesse dans ce complexe. La partie la plus ancienne du complexe du sanctuaire appelée « Adyasthan » (le site d'origine) est un petit temple renfermant un arbre tentaculaire à petites feuilles, considéré comme le site où la déesse est apparue pour la première fois. À côté se trouve un autre petit temple, le madhya sthan (deuxième lieu ou lieu intermédiaire), qui abrite une plaque incisée représentant la déesse. Son entrée est verrouillée par une porte en argent. On pense que cette partie du temple a été construite par un Maratha nommé Fadnavis (ou un fonctionnaire portant ce titre) au XVIIIe siècle. En 1779 de notre ère, Manajirao Gaekwad, le frère cadet du souverain Maratha de Baroda, construisit une troisième structure à proximité du sanctuaire d'origine après que la déesse l'ait guéri d'une tumeur. Ce temple est aujourd'hui le temple principal et contient un cristal de quartz représentant la déesse. Il est décoré de sculptures en pierre et de peintures murales. Bien que peu connu en dehors du Gujarat et du Rajasthan, le temple est considéré comme une Shakti Peetha et accueille, chaque année, environ 1,5 million de pèlerins.